# Para Te Dar Abrigo
Para Te Dar Abrigo é uma música interpretada pela cantora portuguesa Anabela, e foi composta exclusivamente para concorrer ao Festival RTP da Canção. No dia 12 de fevereiro de 2018 foram lançados 45 segundos da música do site da RTP.